# Ferdinand von Mensshengen

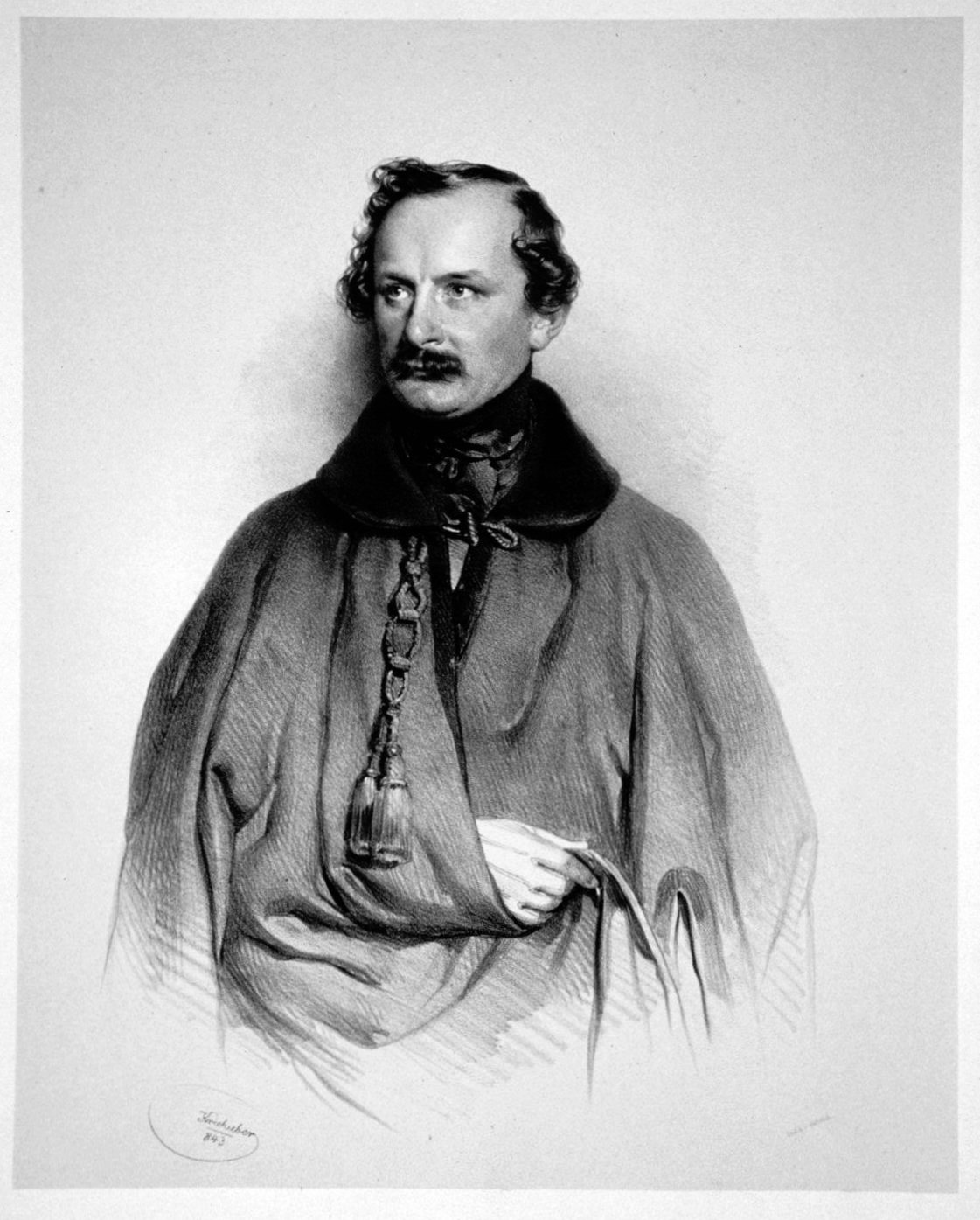
Ferdinand von Mensshengen (1843) Lithographie von J. Kriehuber

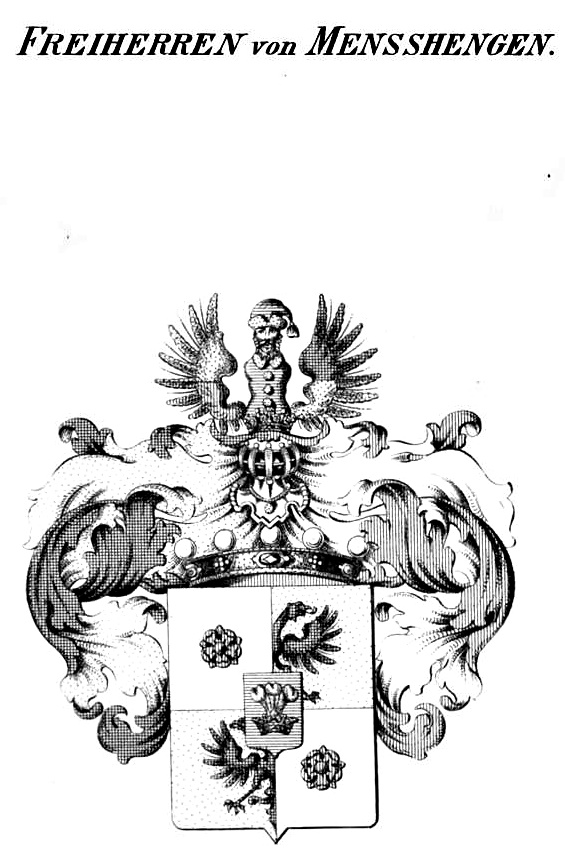
Familienwappen, aus: Tyroff: Wappenbuch der österr. Monarchie, 1831–1868

Freiherr Ferdinand von Mensshengen (* 27. März 1801; † 8. Juli 1885) war ein österreichischer Diplomat zur Zeit der Restauration.

## Leben

### Herkunft und Familie
Ferdinand von Mensshengen entstammte einer ursprünglich kurmainzer, später in Niederösterreich ansässigen Freiherrenfamilie. Er wurde geboren als Sohn des Ratsprotokollisten Franz Xaver von Mensshengen (1767–1804) und seiner Gattin Octavia von Sala; sein älterer Bruder war k.k. Hofrat Franz von Mensshengen (1798–1890), langjähriger kaiserl. Schatzmeister des Militär-Maria-Theresien-Ordens.

### Werdegang
Mensshengen war im diplomatischen Dienst Österreichs zunächst als Legationsrat bei der österreichischen Bundestagsgesandtschaft tätig, dann auch als bevollmächtigter Minister am herzoglich-nassauischen Hof zu Wiesbaden und bei der freien Stadt Frankfurt am Main. Am 8. September 1828 heiratete er Charlotte geb. Freiin von Syberg zu Sümmern, Tochter des ehemals kurkölnischen Kammerherrn Nikolaus von Syberg zu Sümmern (1754–1832). Bedingt durch die Revolutionen von 1848/1849 übernahm von Mensshengen am 13. Juli das Amt des österreichischen Bevollmächtigten bei der Provisorischen Zentralgewalt, bis er hier am 29. Dezember 1848 durch  Anton von Schmerling abgelöst wurde.
Unter Außenminister Karl Ferdinand von Buol-Schauenstein war er ab 1853 Gesandter bei den drei freien Hansestädten in Hamburg, und dann ab 1856 Gesandter bei der Schweizerischen Eidgenossenschaft in Bern. Im Verlauf des Jahres 1859 wurde von Mensshengen unter dem nun designierten Außenminister Bernhard von Rechberg in eine internationale Krise verwickelt: der damalige Schweizer Nationalrat Jakob Stämpfli offenbarte ihm im Januar 1859, die Schweiz würde das neutralisierte Savoyen besetzen, sollte es zu einem österreichisch-französischen Krieg kommen. Sein von anderen Berner Diplomaten als unsicher und nervös eingeschätzter französischer Amtskollege Louis Félix Étienne de Turgot vermutete v. Mensshengen hinter dieser damaligen anti-französischen Stimmung in der ansonsten neutralen Schweiz, wofür v. Mensshengen die Anteilnahme anderer Diplomaten entgegengebracht wurde.